# NGC 5962
| Galáxia espiral NGC 5962 |                                                        |
|                          |                                                        |
| Dados do catálogo:       |                                                        |
| Classificação do objeto: | Sc II                                                  |
| Brilho superficial       | 13,2                                                   |
| Massa (Sol=1)            | ----                                                   |
| Outras denominações:     | UGC 9926, MCG+03-40-011, H II-96, h 1928, GC 4116, etc |

NGC 5962 é uma galáxia espiral situada na direção da constelação da Serpente. Possui uma magnitude aparente de 11,3, uma declinação de +16º 36' 29" e uma ascensão reta de 15 horas, 36 minutos e 31,7 segundos.